# Стафилины жёлто-бурые
Стафилины жёлто-бурые (лат. Xantholinus) — род стафилинид из подсемейства Staphylininae.

## Описание
Четвёртый сегмент челюстных щупиков при основании только немного тоньше третьего, конический. Наружные лобные бороздки неглубокие, по направлению вперёд сильно расходятся с внутренними.

## Систематика
К роду относятся:
- вид: Xantholinus audrasi Coiffait, 1956
- вид: Xantholinus gallicus Coiffait, 1956
- вид: Xantholinus linearis (Olivier, 1794)
- вид: Xantholinus longiventris Heer, 1839
- вид: Xantholinus sublinearis Coiffait, 1969